# 102 Batalion Saperów
102 batalion saperów (102 bsap) – oddział saperów Wojska Polskiego, improwizowany w czasie kampanii wrześniowej 1939 roku.

## Historia batalionu
102 batalion saperów został zorganizowany w Warszawie na podstawie rozkazu dowódcy Armii „Warszawa” wydanego 12 września 1939 roku Grupie gen. Czumy. Według tego rozkazu batalion saperów armii miał się składać z dowództwa i dwóch kompanii po cztery plutony oraz zmotoryzowanej kolumny saperskiej (konnej lub częściowo zmotoryzowanej) w sile plutonu bądź pół plutonu. Dowódca armii, generał dywizji Juliusz Rómmel nie widział potrzeby „dokładnego przestrzegania etatów wojennych”, lecz zastrzegł, że stany osobowe pododdziałów nie mogą być przekraczane. Batalion miał organizowany z nadwyżek saperów przebywających w stolicy. Autorem rozkazu był dowódca saperów Armii „Warszawa”, pułkownik saperów Stefan Langner. Dowódcą batalionu został kapitan saperów rezerwy Tadeusz Wallner. Batalion walczył w składzie Odcinka „Warszawa-Zachód”.